# Michael Francklin
Michael Francklin (ou Franklin) (né à Poole le 6 décembre 1733 et mort le 8 novembre 1782) est un marchand, fonctionnaire, administrateur colonial et agent des Affaires indiennes de la Nouvelle-Écosse.

## Biographie
Michael Francklin est né à Poole, en Angleterre, le 6 décembre 1733. Il est le fils de Michael Francklin et d’Edith Nicholson.
Il épousa Susannah Boutineau le 7 février 1762, à Boston. Ils eurent au moins 4 enfants.